# 오늘의 문제
오늘의 문제 김경식입니다는 경기방송에서 방송했던 라디오 퀴즈쇼다. 진행자는 개그맨 김경식이다.

## 역대 방송시간
| 방송 채널    | 방송 기간                         | 방송 시간                  |
| ------------ | --------------------------------- | -------------------------- |
| KFM 경기방송 | 2018년 11월 26일 ~ 2019년 1월 4일 | 평일 낮 12:10 ~ 오후 2:00  |
| KFM 경기방송 | 2019년 1월 7일 ~ 2020년 3월 27일  | 평일 오후 2:00 ~ 오후 4:00 |

## 진행자
- 김경식 (개그맨)